# جان محمد آخند
ملا جان محمد آخند هو سياسي وجندي من طالبان الأفغانية ونائب قائد فيلق عمري 217 منذ 14 مارس 2022. كان نائب حاكم ولاية تخار من 22 نوفمبر 2021 إلى 14 مارس 2022.